# 遠藤竜志
遠藤 竜志（えんどう りゅうじ、1976年4月17日 - ）は、埼玉県八潮市出身の元プロ野球選手（投手）。

## 来歴・人物
修徳高校では2年夏に高橋尚成の控え投手として選手権大会に出場。チームはベスト8に進出したが、自身の登板はなかった。2年秋からはチームのエースとして140km/hの速球を武器に活躍。一方で同年から右肩に痛みを感じ、さらに3年になった1994年の6月には右肘に炎症を起こし、医師から登板を禁止されている。このため夏の都大会では四番・中堅手として出場し、安田学園との4回戦では登板を直訴したが監督に止められ、この試合でチームは敗れた。
卒業後はNTT関東に進み、3年目の1997年にはリリーフとして頭角を現した。都市対抗では立石尚行とともに川鉄千葉から補強され、チームはベスト4まで進んでいる。長身から投げ下ろす145km/hの速球が評価され、同年のドラフト会議で広島東洋カープを逆指名し、ドラフト1位で入団。担当スカウトは渡辺秀武で、契約金と年俸はそれぞれ出来高込みの1億5,000万円、1,300万円（いずれも推定）だった。遠藤が広島に入団したことにより、修徳高校の1学年先輩にあたる玉木朋孝と再びチームメイトとなった。
投手陣の立て直しが急務だったチームにあって2年後には先発ローテーションに入れると期待された。
1998年は二軍で投球フォームの矯正を受けて6月6日には一軍で初登板を果たした。2年目はリーグ最下位のチーム防御率となった投手陣の中で小山田保裕とともに中継ぎで健闘した。
2002年シーズン終了後に自由契約となる。ロッテの入団テストを受けるも不合格となり、そのまま引退。
引退後は、クラブチームのREVENGE99で2007年から2008年にかけてコーチ兼投手を務めた。また、広島市内で宝石卸売業として営業活動を行っている。

## 詳細情報

### 年度別投手成績
| 年 度     | 球 団     | 登 板 | 先 発 | 完 投 | 完 封 | 無 四 球 | 勝 利 | 敗 戦 | セ 丨 ブ | ホ 丨 ル ド | 勝 率 | 打 者 | 投 球 回 | 被 安 打 | 被 本 塁 打 | 与 四 球 | 敬 遠 | 与 死 球 | 奪 三 振 | 暴 投 | ボ 丨 ク | 失 点 | 自 責 点 | 防 御 率 | W H I P |
| --------- | --------- | ----- | ----- | ----- | ----- | -------- | ----- | ----- | -------- | ----------- | ----- | ----- | -------- | -------- | ----------- | -------- | ----- | -------- | -------- | ----- | -------- | ----- | -------- | -------- | ------- |
| 1998      | 広島      | 2     | 0     | 0     | 0     | 0        | 0     | 0     | 0        | --          | ----  | 17    | 3.0      | 4        | 1           | 3        | 0     | 0        | 3        | 1     | 0        | 5     | 4        | 12.00    | 2.33    |
| 1999      | 広島      | 28    | 0     | 0     | 0     | 0        | 2     | 2     | 0        | --          | .500  | 208   | 47.0     | 44       | 6           | 30       | 0     | 2        | 27       | 2     | 0        | 28    | 24       | 4.60     | 1.57    |
| 通算：2年 | 通算：2年 | 30    | 0     | 0     | 0     | 0        | 2     | 2     | 0        | --          | .500  | 225   | 50.0     | 48       | 7           | 33       | 0     | 2        | 30       | 3     | 0        | 33    | 28       | 5.04     | 1.62    |

### 記録
- 初登板：1998年6月6日、対ヤクルトスワローズ10回戦（岩手県営野球場）、9回表に3番手で救援登板・完了、1回無失点
- 初奪三振：1998年6月17日、対ヤクルトスワローズ13回戦（明治神宮野球場）、6回裏に廣田浩章から見逃し三振
- 初勝利：1999年8月12日、対横浜ベイスターズ20回戦（横浜スタジアム）、5回裏無死に2番手で救援登板・完了、5回1失点

### 背番号
- 21 （1998年 - 2001年）
- 47 （2002年）